# Petit réacteur modulaire
 (mars 2024).
La mise en forme du texte ne suit pas les recommandations de Wikipédia : il faut le « wikifier ».
Les points d'amélioration suivants sont les cas les plus fréquents. Le détail des points à revoir est peut-être précisé sur la page de discussion.
- Les titres sont pré-formatés par le logiciel. Ils ne sont ni en capitales, ni en gras.
- Le texte ne doit pas être écrit en capitales (les noms de famille non plus), ni en gras, ni en italique, ni en « petit »…
- Le gras n'est utilisé que pour surligner le titre de l'article dans l'introduction, une seule fois.
- L'italique est rarement utilisé : mots en langue étrangère, titres d'œuvres, noms de bateaux, etc.
- Les citations ne sont pas en italique mais en corps de texte normal. Elles sont entourées par des guillemets français : « et ».
- Les listes à puces sont à éviter, des paragraphes rédigés étant largement préférés. Les tableaux sont à réserver à la présentation de données structurées (résultats, etc.).
- Les appels de note de bas de page (petits chiffres en exposant, introduits par l'outil «  Source ») sont à placer entre la fin de phrase et le point final[comme ça].
- Les liens internes (vers d'autres articles de Wikipédia) sont à choisir avec parcimonie. Créez des liens vers des articles approfondissant le sujet. Les termes génériques sans rapport avec le sujet sont à éviter, ainsi que les répétitions de liens vers un même terme.
- Les liens externes sont à placer uniquement dans une section « Liens externes », à la fin de l'article. Ces liens sont à choisir avec parcimonie suivant les règles définies. Si un lien sert de source à l'article, son insertion dans le texte est à faire par les notes de bas de page.
- La présentation des références doit suivre les conventions bibliographiques. Il est recommandé d'utiliser les modèles {{Ouvrage}}, {{Chapitre}}, {{Article}}, {{Lien web}} et/ou {{Bibliographie}}. Le mode d'édition visuel peut mettre en forme automatiquement les références.
- Insérer une infobox (cadre d'informations à droite) n'est pas obligatoire pour parachever la mise en page.

Pour une aide détaillée, merci de consulter Aide:Wikification.
Si vous pensez que ces points ont été résolus, vous pouvez retirer ce bandeau et améliorer la mise en forme d'un autre article.

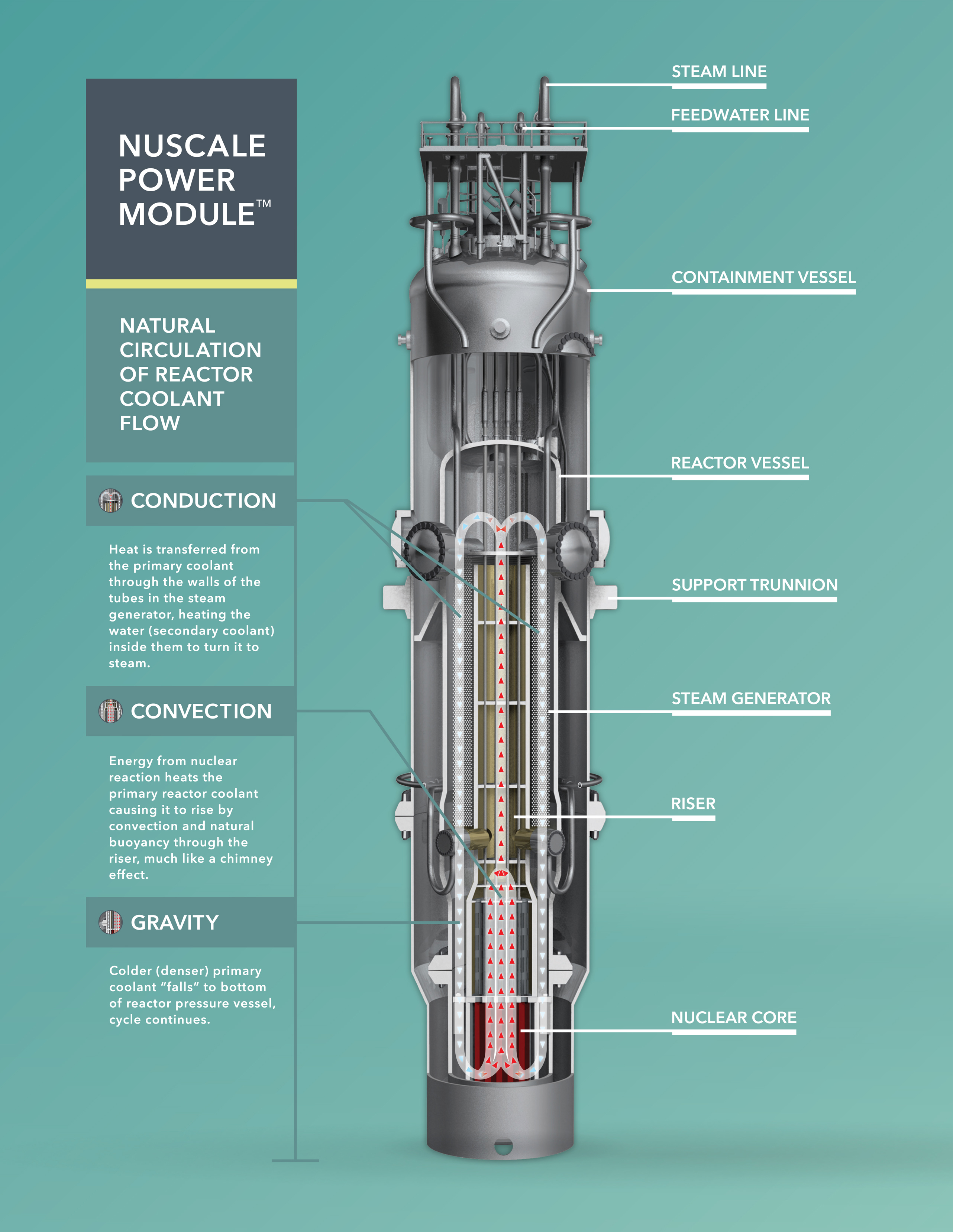
Coupe schématique du réacteur de la société NuScale Power.

Un petit réacteur modulaire (PRM) ou small modular reactor (SMR) en anglais, est un réacteur nucléaire à fission de petite taille et de faible puissance — de l'ordre de 10 à 300 MWe —, à la différence d'un réacteur nucléaire conventionnel développant lui une puissance entre 1 000 et 1 600 MWe.
Un PRM est conçu pour être fabriqué en série en usine avant d'être transporté sur son site d'implantation et d'y être installé. Environ 400 navires sont dotés d'une Propulsion nucléaire navale, militaires (sous-marins et porte-avions) outre quelques brise-glaces civils soviétiques (devenus russes). Dans les années 2020, divers PRM sont envisagés ou testés comme une alternative à moindre coût, ou comme complément au nucléaire conventionnel pour la production d'électricité, de chaleur (pour l'industrie ou le chauffage urbain) ou pour le dessalement d'eau de mer, dans le cadre de la décarbonation de l'économie.
Des coûts de développement jugés plus faibles que pour les grands réacteurs encouragent l'apparition de jeunes pousses dans ce domaine, notamment aux États-Unis, en parallèle des acteurs historiques de l'industrie nucléaire. Fin 2018, une cinquantaine de projets ou concepts de PRM sont à l'étude ou en développement, allant de versions réduites de réacteurs nucléaires existants (réacteurs à neutrons thermiques) à des réacteurs de génération IV (réacteurs à neutrons rapides). En 2024, selon l’AIEA, l'Argentine (2019) et la Chine (2021) testent des PRM et la Russie en élabore des projets ; l’Estonie, la Jordanie et la Pologne évoquent des PMR dans leurs projets énergétiques. Les pays les plus actifs dans ce domaine semblent être la Russie et les États-Unis.

## Utilisations potentielles
Les spécificités des cahiers des charges des projets PRM ont été dictées par l'observation des problèmes rencontrés par les projets de réacteurs en cours ; ce sont, :
1. une taille/puissance plus modeste que celle des réacteurs existants : 10 à 100 MW dans la plupart des cas, et au maximum 300 MW[3], contre 900 à 1 700 MW, pour réduire le coût unitaire (principal obstacle rencontré par les projets nucléaires de nombreux pays) ; et pour adapter la solution nucléaire à des sites isolés, souffrant habituellement d'un manque de main-d’œuvre qualifiée et de coûts élevés de livraison ;
2. un caractère modulaire standardisé, diminuant les coûts et les délais de livraison, par l'industrialisation des composants et du montage ; une adaptation progressive de la puissance de la centrale à l'évolution des besoins est alors possible par ajout de modules supplémentaires ;
3. un confinement plus aisé, grâce à l'intégration des composants dans un volume réduit et hermétiquement clos, pour réduire les risques de prolifération et permettre une gestion réduite au strict minimum ; certains PRM sont conçus pour être immergés dans une piscine et/ou construits en souterrain pour accroître leur sécurité ;
4. une fabrication et un assemblage possible dans une usine spéciale, avant envoi sur le site où ils peuvent être installés plus facilement qu'un réacteur classique ;
5. une forme de souplesse, dans la mesure où il n'est pas nécessairement connecté à un vaste réseau électrique, et peut être combinés avec d'autres modules s'il faut produire plus d'électricité.

Des PRM alimentent déjà des navires (comme le porte-avions Charles de Gaulle) et sous-marins et selon leurs promoteurs pourraient un jour alimenter des installations de production : par exemple, production de chaleur, épuration des eaux ou mines.
Les PRM peuvent fournir des solutions pour des sites isolés présentant des difficultés à trouver des sources d'énergie bas carbone fiables et économiquement performantes,.
Les centrales nucléaires électrogènes de plus grande puissance sont en général prévues pour un fonctionnement en base et peu souples en termes de variation de puissance. Les PRM étant prévus pour des sites isolés connectés à des réseaux électriques peu développés, ils devront être mieux adaptés au suivi de charge.
Une solution pour faciliter cette adaptation entre consommation et production est la cogénération, ainsi lors des creux de consommation d’électricité, les surplus d'énergie peuvent être utilisés pour la production de chaleur pour l'industrie, le chauffage urbain, le dessalement d'eau de mer ou la production d'hydrogène, afin de faciliter le suivi de charge.
Pour le Canada et la Russie, les PRM faciliteraient la présence humaine dans l'Arctique pour y affirmer leur souveraineté. Ailleurs, il pourraient apporter une solution à la lutte contre le stress hydrique en fournissant la chaleur et l’énergie nécessaires au dessalement d'eau de mer. KEPCO a modifié la conception de son PRM à cette fin, ce qui intéresserait notamment l’Arabie saoudite. La Chine envisage de les utiliser sur barge, comme installations pérennes pour son armée sur les récifs des îles Spratleys. La NASA considère la propulsion nucléaire comme une technologie indispensable à toute mission dépassant l’orbite terrestre ; elle a lancé en 2003 le programme Prometheus, qui a abouti en 2018 aux tests d’un nouveau microréacteur. Le russe Roscosmos annonce que Zeus, son nouveau remorqueur spatial à propulsion nucléaire, conduira sa première mission en 2030. À plus long terme, les PRM pourraient alimenter un avant-poste lunaire servant de base à une exploration martienne. Le département américain de la Défense s'intéresse au développement de PMR pour rendre ses bases énergétiquement autonomes.
L’ingénieur et consultant Antoine Bonduelle, expert auprès du GIEC, fournit en 2024 un rapport très critique sur les petits réacteurs modulaires. Il en pointe le coût, les risques et l'incertitude technologique.

## Principes de fonctionnement

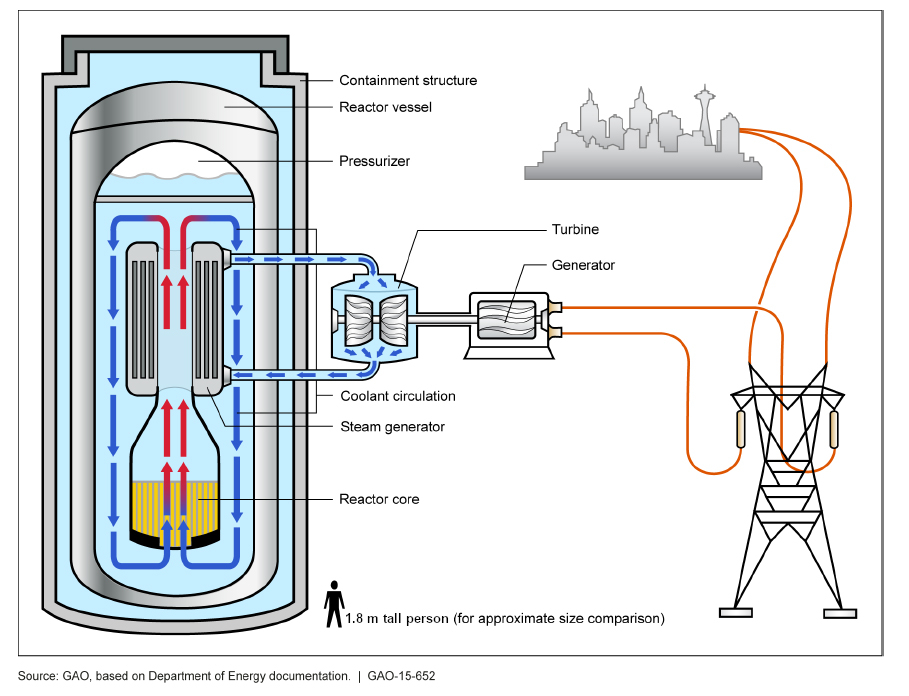
Illustration d'un petit réacteur modulaire à eau légère.

Les concepts de PRM sont très variés ; certains sont des versions simplifiées des réacteurs existants, d'autres mettent en œuvre des technologies entièrement nouvelles. Tous utilisent la fission nucléaire. Lorsqu'un noyau atomique instable tel que l'uranium 235 (235U) absorbe un neutron supplémentaire, l'atome se divise (fissionne), libérant une grande quantité d'énergie sous forme de chaleur et de radiations. L'atome fissionné libère également des neutrons, qui peuvent ensuite être absorbés par d'autres noyaux instables, produisant une réaction en chaîne. Une chaîne de fissions entretenue est nécessaire pour produire de l'énergie nucléaire. Les concepts de PRM comprennent des réacteurs à neutrons thermiques et réacteurs à neutrons rapides.
Un réacteur à neutrons thermiques nécessite un modérateur pour ralentir les neutrons et utilise en général l'235U comme matériau fissile. La plupart des réacteurs nucléaires en fonctionnement sont de ce type. Les réacteurs à neutrons rapides n'utilisent pas de modérateur pour ralentir les neutrons, par conséquent ils nécessitent un combustible nucléaire capable d'absorber les neutrons se déplaçant à grande vitesse. Ceci implique habituellement de changer la disposition du combustible à l'intérieur du cœur, ou d'utiliser des types différents de combustible : le plutonium 239 (239Pu) est plus apte à absorber un neutron rapide que 235U.
Un réacteur à neutrons rapides pourrait, lui, être utilisé comme surgénérateur émettant assez de neutrons pour transmuter des éléments non fissiles en éléments fissiles. Le principe le plus commun pour un surgénérateur est d'entourer le cœur d'une « couverture » de 238U, qui est l'isotope le plus courant de l'uranium. Lorsque celui-ci subit une capture de neutron, il se transforme en plutonium (239Pu), qui peut être retiré du réacteur lors des arrêts pour rechargement, et utilisé à nouveau comme combustible après « nettoyage ».

### Fluide caloporteur
Au début du XXIe siècle, la plupart des réacteurs utilisent l'eau légère comme fluide caloporteur.
De nouveaux concepts de réacteurs sont en expérimentation avec différents types de caloporteurs :
- des réacteurs refroidis par du métal liquide, tels que le réacteur rapide refroidi au sodium, ont été expérimentés aux États-Unis, en France (Phénix et Superphénix), en Russie et en Chine ;
- le réacteur refroidi au gaz et le réacteur à sels fondus sont envisagés comme options pour un fonctionnement à très haute température[12],[13].

### Production thermique/électrique
Traditionnellement, les réacteurs nucléaires utilisent une boucle à fluide caloporteur pour produire de la vapeur à partir d'eau, et cette vapeur actionne des turbines pour produire l'électricité. Certains nouveaux concepts de réacteurs refroidis au gaz sont conçus pour actionner une turbine à gaz, plutôt que d'utiliser un circuit secondaire d'eau.
L'énergie thermique ainsi produite peut aussi être utilisée, sans conversion en électricité, pour la production d'hydrogène, le dessalement d'eau de mer, ou la production de produits pétroliers (extraction de pétrole du sable bitumineux, fabrication de pétrole synthétique à partir de charbon, etc.).
Certains projets de réacteurs modulaires ont aussi pour vocation d'alimenter les réseaux de chauffage urbain. Ils fonctionnent donc généralement à basse pression et basse température et exploitent la technique des réacteurs de recherche dit "piscine".

### Personnel de conduite du réacteur
Les développeurs de PRM affirment souvent que leurs projets vont nécessiter moins de personnel pour le fonctionnement des réacteurs à cause de l'utilisation accrue de systèmes à sûreté passive. Certains de ces réacteurs, tels que le Toshiba 4S, sont conçus pour fonctionner avec peu de supervision.

### Suivi de charge
Les centrales nucléaires ont été généralement mises en œuvre pour couvrir la base de la demande d'électricité.
Certaines centrales nucléaires (en particulier en France) ont la possibilité de faire varier leur puissance (suivi de charge) entre 20 % et 100 % de leur puissance nominale.
Du point de vue économique, il est essentiel que l'investissement dans le système auxiliaire soit profitable. Le chauffage urbain, le dessalement de l'eau de mer et la production d'hydrogène ont été proposés comme des options techniquement et économiquement réalisables. Un PRM couplé à une usine de dessalement d'eau de mer ou de production d'hydrogène fonctionnant la nuit pourrait fournir une solution d'adaptation de la consommation à la production,.

## Aspects de sûreté et de sécurité
Du fait du possible manque de personnel qualifié disponible dans les zones isolées, les PRM doivent être intrinsèquement sûrs. Les PRM sont conçus pour utiliser des dispositifs de sûreté « passive »,. « L’ASN considère que ces caractéristiques doivent être mises à profit par les concepteurs pour proposer des réacteurs visant des objectifs de sûreté plus ambitieux que les réacteurs de forte puissance actuels ».
La pluralité des concepts de PRM implique une diversité de réponses en matière de sécurité à mettre en œuvre. La sûreté de ces installations doit tenir compte de nouveautés, telle la proximité immédiate ou accrue d’autres installations industrielles ou de zones habitées. L’ASN a créé un groupe de travail sur ce sujet.
Un coefficient de vide négatif dans les modérateurs et les combustibles permettrait aussi de conserver sous contrôle les réactions de fission en les ralentissant lorsque la température augmente.
Les questions sensibles de sûreté nucléaire et de mesures et moyens de sauvegarde en cas d'accident ne font pas consensus parmi les experts et autorités de sûreté nucléaire,,. Si l'Association des autorités de sûreté nucléaire des pays d'Europe de l'Ouest (WENRA) considère que les objectifs de sûreté qu'elle définit sont applicables aux PRM, elle montre cependant une grande diversité de concepts proposés et alerte sur le fait qu'il faudra analyser chaque demande d'autorisation de fabrication et de construction de PMR. Un risque particulier de sûreté est lié aux nouveaux opérateurs de ce marché, peu familiers avec l'énergie nucléaire classique.
La durée de vie d'un PRM est évaluée à environ 60 ans. Il convient de s'assurer que la sûreté nucléaire soit garantie tout au long du cycle de vie des PRM, y compris lors de leur mise à l'arrêt définitif et de leur démantèlement, notamment si leur fabricant venait à disparaître.
L’IRSN a en 2015 fait le point sur la maturité des filières de réacteur[réf. incomplète], concluant que seules les filières SFR2 et VHTR3 avaient déjà un retour d'expérience exploitable, tout en identifiant, par filière, les développements scientifiques et techniques nécessaires. L’ASN a attiré « très tôt l’attention de porteurs de projet sur l’identification des connaissances nécessaires pour établir la démonstration de sûreté, qui peuvent être longues à acquérir. Certains projets prévoient la construction préalable de réacteurs expérimentaux pour valider les technologies et qualifier les codes de calcul ».

### Déchets radioactifs
Certains projets de PRM concernent aussi la filière des réacteurs surgénérateurs, qui non seulement pourraient « brûler » des combustibles tels que 235U, mais aussi convertiraient en combustible fissile des matériaux fertiles comme 238U, présent dans la nature à une concentration beaucoup plus élevée que celle de 235U (0,7 %).
D'autres réacteurs en projet explorent le cycle du combustible nucléaire au thorium, un combustible qui produirait à long terme des déchets significativement moins radiotoxiques que ceux du cycle de l'uranium.
Le concept de réacteur à onde progressive a suscité un certain intérêt ; ce surgénérateur utiliserait directement le combustible fissile qu'il a créé par transmutation d'isotopes fertiles, éliminant le besoin de décharger le combustible usé et de le retraiter avant de le réutiliser comme combustible.

### Prolifération nucléaire
La prolifération nucléaire, ou d'une façon générale le risque d'utilisation de matériaux nucléaires à des fins militaires, est un sujet majeur pour les concepteurs de petits réacteurs modulaires. Comme les PRM ont une puissance réduite et sont physiquement petits, ils ont vocation à être déployés dans des lieux bien plus divers que les centrales nucléaires existantes : plus de sites dans les pays disposant déjà de centrales nucléaires, et dans des pays qui n'en avaient pas encore. Il est aussi prévu que les sites PRM auront des effectifs de personnel beaucoup moins élevés que les centrales nucléaires existantes. La protection physique et la sûreté deviennent donc un défi accru qui pourrait augmenter les risques de prolifération,.
Certains concepts de PRM sont conçus pour avoir un cœur de durée de vie égale à celle du réacteur, faisant que ces PRM n'ont pas besoin de rechargement, ce qui diminue le risque de prolifération et d'accidents lié aux manipulations de combustible nucléaire. Cela signifie aussi que le réacteur contiendra de grandes quantités de matériau fissile pour maintenir une longue durée de vie, ce qui pourrait en faire une cible attractive pour la prolifération. Un PRM à eau légère de 200 MWe avec un cœur de 30 ans de durée de vie pourrait contenir environ 2,5 tonnes de plutonium vers la fin de sa durée de fonctionnement.
Des réacteurs à eau légère conçus pour fonctionner avec le cycle du combustible nucléaire au thorium offrent une résistance à la prolifération accrue en comparaison du cycle conventionnel à l'uranium, bien que les réacteurs à sels fondus aient un risque substantiel,.

## Aspects économiques
Un facteur clé des PRM est l'économie d'échelle, en comparaison avec les réacteurs de grande taille, résultant de la possibilité de les préfabriquer en séries en usine. Cependant, le coût de ce type d'usine serait très élevé et son amortissement nécessiterait, selon certains experts, une commande significative estimée à 40-70 unités. Selon Antoine Bonduelle, des économies d'échelle ne surviendraient qu'au-delà du 700e réacteur construit.
Un avantage économique parfois cité est que le coût initial de construction d'une centrale composée de PRM serait inférieur à celui d'une centrale de grande taille. Cela représenterait pour les producteurs d'électricité un investissement financier à plus faible risque. Cette analyse est contestée.
Des réacteurs plus petits pourraient présenter l'avantage d'être plus faciles à rénover (grand carénage), requièreraient moins de main-d’œuvre permanente et pourraient offrir de meilleurs contrôles de qualité.
Les PRM pourraient ouvrir de nouvelles régions ou pays au nucléaire, dont la consommation électrique est faible ou dont le réseau électrique est trop petit et trop peu interconnecté avec les voisins pour supporter un grand réacteur. L’industrie nucléaire voit là un nouveau moyen de conquérir les marchés de pays en développement, en Afrique et au Moyen-Orient notamment. Certains fabricants y voient même l'opportunité de pénétrer des pays politiquement moins stables, leur conception étant supposée limiter le risque de prolifération nucléaire : ces réacteurs nécessitent des rechargements en combustible moins fréquents et doivent être renvoyés vers l’usine d’assemblage pour en extraire les combustibles usés, ce qui participerait à la prévention du détournement des matières fissiles. Enfin, ils pourraient s'insérer dans des tissus urbains, en réduisant par leur faible puissance la taille du zonage réglementaire restreint autour du site en cas d’accident et en les adaptant spécifiquement à la production de chaleur.
Selon Bernard Doroszczuk, président de l'Autorité de sûreté nucléaire en France, auditionné par le Sénat le 7 avril 2021 : « un choix audacieux consisterait à choisir des SMR car ces réacteurs présentent une réelle avancée, si elle est confirmée, en termes de sûreté. S'agissant du coût des SMR, le prix du mégawattheure est de 120 euros, contre 80 pour celui visé par un EPR 2. Les SMR se fabriquent en grande partie en usines, et pas sur sites, la maîtrise de la chaîne de fabrication étant différente. Il y a peut-être matière à optimiser. Le marché visé par EDF pour le SMR est principalement l'export, et non la France, ce qui pourrait augmenter leur volume et réduire leur coût ». Mi-2024, bien qu'ayant été retenu comme finaliste de l'appel d'offres du Royaume-Uni pour construire de petits réacteurs nucléaires, face à Rolls Royce, EDF a néanmoins annoncé vouloir remettre à plat le design de son premier modèle de PRM Nuward (reporté à 2030) et quitter la course aux premiers engins de ce type au Royaume-Uni.
Selon L'Usine nouvelle, les PRM pourraient être produits en usine et installés avec un minimum de génie civil et à coût réduit. Alors qu’il faut compter de 4 000 à 6 000 $/kWe pour la construction d’un réacteur à eau pressurisée de 1 000 MWe, les PRM promettraient des coûts autour de 4 000 $/kWe pour les têtes de série, puis 2 600 à 3 000 $/kWe pour les suivants.

### Marché
Fin 2020, au moins 72 concepts de PRM sont en développement, soit 40 % de plus qu'en 2018. Environ la moitié s'inspirent des technologies de réacteur à eau légère et les autres de concepts de réacteur de 4e génération. L'Agence pour l'énergie nucléaire de l'OCDE estimait en 2016 que la puissance des PRM construits jusqu'en 2035 pourrait totaliser jusqu'à 21 GW, soit environ 9 % du marché des centrales nucléaires sur la période 2020-2035 et 3 % de la puissance installée nucléaire en 2035. Le National Nuclear Laboratory britannique prévoyait en 2014 jusqu'à 65 GW en 2035.
Le rapport de l'Agence internationale de l'énergie Le chemin vers une nouvelle ère pour l'énergie nucléaire, publié en janvier 2025, prévoit, dans son scénario le plus optimiste, 670 milliards de dollars d'investissements dans les projets de PRM sur la période 2024-2050 pour la construction de plus de 1 000 réacteurs de tailles variées dans plus de trente pays, totalisant une puissance installée de 120 GW. La Chine serait le marché leader, où plusieurs PMR commenceraient à fonctionner à la fin des années 2020 et la puissance installée atteindrait environ 35 GW en 2050 ; le premier PMR chinois, un réacteur à haute température refroidi au gaz de 4e génération, a été mis en service en 2023 et plusieurs unités identiques sont planifiées ; deux autres concepts sont en développement : ACP100 et NHR200. Les États-Unis pourraient mettre en service leurs premiers PMR au début des années 2030 et atteindre 30 GW en 2050. L'Union européenne atteindrait 15 GW en 2050, dont 4 GW en France et 3 GW en Tchéquie ; la Finlande envisage 10 à 20 PMR pour la production de chaleur et d'électricité ; la Suède, la Slovaquie, la Pologne, la Hongrie, les Pays_Bas et la Roumanie ont des projets. L'Inde compte développer des réacteurs de petite taille (autour de 20 GW) pour alimenter l'industrie et remplacer des centrales à charbon ; elles pourraient atteindre 8 GW en 2050. Le Royaume-Uni prévoit d'atteindre 24 GW de nucléaire en 2050, dont environ 5 GW de PMR. Le Canada et plusieurs pays du Moyen-Orient, d'Asie du sud-est et d'Afrique envisagent de développer des PMR.

### Subventions
La filière est fortement subventionnée. En Afrique du Sud, le projet PMBR, qui était en 2010 le plus avancé au niveau mondial, a été arrêté après avoir bénéficié de plus d'un milliard de dollars de dépenses publiques. Aux États-Unis, le département de l’Énergie a versé 1,2 milliard de dollars aux petits réacteurs modulaires et petits réacteurs avancés dont 540 millions de subventions directes entre 2011 et 2019. La France prévoyait en 2023 deux enveloppes de 500 millions d'euros chacune, l'une destinée au projet Nuward d'EDF, la seconde à six autres projets.

## Aspects politique et réglementaire

### Processus d'évaluation de la sûreté et d'autorisation
En 2024, Julien Collet (directeur général adjoint de l'Autorité de sûreté nucléaire) note que « des barrières à l'entrée plus faibles ont permis l'arrivée de nouveaux acteurs dans le domaine, de type start-up ». Certaines d'entre elles considèrent que les processus d'évaluation de la sûreté et d'autorisation, historiquement destinés aux réacteurs de grande taille, freinent leurs projets, notamment quand il s'agit de plusieurs unités identiques dans différents pays. En particulier, le processus américain de la Commission de réglementation nucléaire des États-Unis (NRC) pour l'octroi de licences s'est concentré principalement sur les grands réacteurs commerciaux. Les spécifications de design et de sûreté, les besoins en personnel et les redevances de licence ont tous été dimensionnés pour les réacteurs à eau légère de puissance supérieure à 700 MWe ; des études sont demandées pour définir un cadre réglementaire adapté aux projets de petite taille, à leur production en série et à la diversité des concepts.
En 2017, quatre projets de loi étaient en cours au Congrès américain sur de nouveaux concepts de réacteurs nucléaires, visant l'adaptation des procédures d'autorisation par la RNC aux petits réacteurs nucléaires.
La NRC a reçu plusieurs dossiers de « pré-application » pour des PRM. Parmi ceux-ci, le dossier de demande de certification du design et de la technologie pour le projet Nuscale, fin août 2020 a été le premier validé par l'organisme (après quatre ans d’évaluation, pour un coût de 500 millions de dollars, soit environ 421 millions d’euros).
En mars 2022, l'Agence internationale de l'énergie atomique lance l'« Initiative pour l'harmonisation et la standardisation nucléaire » (Nuclear Harmonization and Standardization Initiative, NHSI), destinée à encourager responsables politiques, régulateurs, concepteurs, fabricants et exploitants à développer des approches communes en matières réglementaire et industrielle, pour accélérer le déploiement des PRM.

### Politiques de soutien

#### Europe
En février 2024, la Commission européenne lance une alliance regroupant les industriels des PRM, afin de « faciliter le développement des premiers réacteurs PRM en Europe, à l'horizon 2030 », « améliorer les conditions de développement des projets » et « revitaliser la chaîne d'approvisionnement nucléaire en Europe ». Initialement, cette alliance européenne ne donne droit à aucun traitement de faveur en matière d'aide d’État, d'accès à des fonds européens ou à un processus réglementaire accéléré pour homologuer un réacteur.
En octobre 2024, l'alliance européenne des SMR sélectionne neuf premiers projets, identifiés comme prioritaires. Quatre sont d'origine européenne : Nuward (EDF), Calogena (groupe Gorgé), la franco-néerlandaise Thorizon et la franco-italienne Newcleo. Les cinq autres projets sont anglo-saxons : le projet OSGE, porté par un pétrolier polonais et par un milliardaire local allié à l'américain GE Hitachi, le projet de SMR de RoPower Nuclear pour la Roumanie, inspiré initialement de la technologie américaine NuScale, le projet de la société américaine Last Energy pour la Roumanie, le projet de SMR de l'américain Westinghouse pour l'industriel italien Ansaldo Nucleare, allié aux centres de recherche nucléaire de Belgique, d'Italie et de Roumanie, et le projet du britannique Rolls-Royce pour la Tchéquie.

##### France
En septembre 2020, un plan de relance présenté par le gouvernement Jean Castex prévoit un budget de 170 millions d'euros pour accélérer la recherche sur les petits réacteurs modulaires.
Le président Emmanuel Macron annonce le 12 octobre 2021 le plan d'investissements « France 2030 », doté de 30 milliards d'euros, dont un milliard d'euros pour la filière nucléaire, en particulier pour le développement des petits réacteurs modulaires : « L'objectif numéro un, c'est de faire émerger en France, d'ici 2030, des réacteurs nucléaires de petite taille innovants, avec une meilleure gestion des déchets », « améliorer la sûreté en baissant les coûts ». Selon Valérie Faudon, déléguée générale de la Société française d'énergie nucléaire (SFEN), le premier béton du démonstrateur est visé à l'horizon 2030. La France a entre cinq et dix ans de retard sur les compétiteurs les plus avancés : les États-Unis, où le projet NuScale a obtenu la certification de son design en septembre 2020 ; la Chine, où le PRM chinois ACP100 est en construction depuis juillet 2021 ; et la Russie, où Rosatom a mis en service une centrale PRM flottante en 2019.
En mars 2023, l'État lance le « Fonds France nucléaire », doté de 200 millions € et géré par la société Siparex, afin de soutenir les PME et ETI sensibles de la filière nucléaire. Dans le cadre de France 2030, un appel à projets de 500 millions € doit également financer de nouveaux concepts de réacteurs nucléaires innovants.
Le 9 juin 2023, les premiers lauréats de l'appel à projets « réacteurs nucléaires innovants », lancé par le programme France 2030, sont annoncés : Naarea, société française fondée en 2020 par un ancien d'Alstom, Jean-Luc Alexandre, qui mise sur un microréacteur à sels fondus et à neutrons rapides fonctionnant à partir de combustibles ayant déjà été irradiés, et Newcleo, start-up fondée par l'Italien Stefano Buono, physicien, cofondateur de la biotech Advanced Accelerator Application qui mise sur un réacteur à neutrons rapides refroidi au plomb. Naarea recevra 10 millions € et Newcleo 15 millions € pour accélérer le développement de leurs réacteurs. D'autres lauréats seront choisis. Par ailleurs, le projet Nuward va bénéficier de 300 millions € de financement publics, dans le cadre de France 2030, pour engager une phase d'avant-projet détaillé.
Le 27 novembre 2023, le ministère de la Transition énergétique dévoile la liste des six nouveaux lauréats qui recevront dans un premier temps 77,2 millions d'euros de subventions, dont 32 millions d'euros pour Jimmy. Le projet de réacteur à haute température de celui-ci, destiné à la production de chaleur industrielle, est à un stade de maturité technique plus avancé. Les autres lauréats sont Calogena (réacteur à eau pressurisée), Renaissance Fusion, Blue Capsule (réacteur à haute température), Stellaria, Hexana et Otrera (réacteurs à neutrons rapides),.

#### États-Unis
Selon un rapport du DoE publié en octobre 2018, le soutien fédéral aux énergies renouvelables (hors hydraulique) a porté leur part dans le mix, entre 2010 et 2016, de 4 à 10 % de la production électrique, et il serait utile que le déploiement des PRM bénéficie du même accompagnement, grâce à des incitations financières et de politiques fédérales. Il recommande 10 Mds$ pour soutenir la construction de six PRM d’ici 2035 et réduire de 22 % le coût de leur électricité ; en comparaison, 51,2 Mds$ ont été dépensés par le gouvernement dans l’éolien et le solaire de 2005 à 2015 (dont 90 % à travers des crédits d’impôts),.
Le 13 octobre 2020, le département de l'Énergie annonce la sélection de deux équipes américaines qui recevront chacune 80 millions $ dans le cadre du programme ARDP : TerraPower pour son projet Natrium et X-Energy pour son projet Xe-100. Ce dernier est un réacteur à haute température refroidi au gaz (HTGR) destiné à la production de chaleur pour des applications industrielles telles que le dessalement et la production d'hydrogène ; ce projet inclut la construction d'une usine de fabrication de combustible TRISO.
L'envoyé spécial pour le climat John Kerry confirme en 2021 le soutien de l'administration Biden aux PRM : « nous devons garder ouverte une position de repli au cas où l'on ne réussirait pas une percée dans le stockage des batteries, si on ne réussit pas à créer une économie de l'hydrogène ».
En 2024, les États-Unis développent 19 des 56 modèles de PRM en cours de conception recensés par l’Agence pour l'énergie nucléaire de l’OCDE. Mais l'étape du déploiement commercial s'avère ardue : NuScale a dû abandonner, fin 2023, son projet de démonstrateur dans l’Idaho. TerraPower, qui a retardé de deux ans son projet de démonstration du réacteur Natrium, de 2028 à 2030, est en discussion avec la Nuclear Regulatory Commission (NRC) afin d’obtenir un permis de construire dans le Wyoming. Tennessee Valley Authority souhaite construire quatre PRM à eau bouillante de GE-Hitachi (BWRX-300) à Clinch River dans le Tennessee, Energy Northwest prévoit de construire douze petits réacteurs à haute température (Xe-100) d’X-energy dans l’État de Washington, Duke Energy envisage d’équiper la Caroline du Nord de 7,7 GWe de PRM, Dow Chemicals prévoit de construire quatre réacteurs Xe-100. Le projet de loi Atomic Energy Advancement Act, en cours d’examen au Congrès, propose notamment de financer la certification de cinq concepts de SMR/AMR choisis selon le caractère innovant des technologies développées. Le programme Gain, lancé en 2014, met à disposition des concepteurs de PRM les laboratoires nationaux de recherche du département de l'Énergie. Ce dernier lance, en 2020, le programme de démonstration de réacteurs avancés, l’ARDP, qui apporte un soutien financier de 2 milliards $ à TerraPower et 1,2 milliard $ à X-energy pour leurs projets de démonstration, en vertu du concept du cost-sharing (50 % public, 50 % privé). Le DoE annonce en mars 2024 le lancement d’une nouvelle campagne de financement destinée au déploiement de deux réacteurs à eau légère de designs matures, dotée d'une enveloppe de 800 millions $, répartie entre les deux lauréats, dont l’identité sera dévoilée d’ici la fin de l’année 2024. Par ailleurs, en 2025 seront accordés des crédits d’impôts pour l’énergie nucléaire, pouvant atteindre jusqu’à 30 % des investissements effectués dans la construction de nouvelles centrales.

#### Canada
En mars 2022, le gouvernement canadien apporte une aide de 27,2 millions de dollars canadiens à Westinghouse Electric Canada Inc. pour soutenir son microréacteur eVinci. C'est son troisième investissement dans la technologie des petits réacteurs modulaires, réalisé par l’intermédiaire du Fonds stratégique Innovation, Sciences et Développement économique Canada (ISDE), après le réacteur à sel fondu intégral de Terrestrial Energy et le réacteur SSR-W (Stable Salt Reactor-Wasteburner) de Moltex Energy. Le microréacteur eVinci est un réacteur caloduc[Quoi ?] capable de fournir de la chaleur et de l’électricité combinées (5 MWe et jusqu’à 13 MWth), entièrement construit, alimenté et assemblé en usine et destiné aux sites hors réseau.

## Concepts de réacteurs
De nombreux concepts de petits réacteurs sont en gestation, listés ci-dessous ; certains ne sont pas à proprement parler des PRM, leur conception n'intégrant pas l'objectif de modularité, mais la plupart sont innovants.
| Nom | Puissance brute (MWe) | Type                | Concepteur                                                | Pays                    | Statut |
| --- | --------------------- | ------------------- | --------------------------------------------------------- | ----------------------- | --- |
| ABV-6 | 6–9                   | REP                 | OKBM Afrikantov                                           | Russie                  | Conception détaillée                                                                                                   |
| ACP-100 (ou Linglong-1) | 100                   | REP                 | CNNC                                                      | Chine                   | En construction depuis juillet 2021                                                                                    |
| ANGSTREM | 6                     | RNR-Pb              | OKB Gidropress                                            | Russie                  | Design conceptuel |
| AP300 | 225                   | REP                 | Westinghouse Electric Company                             | États-Unis              | Conception préliminaire terminée                                                                                       |
| ARC-100 | 100                   | RNR-Na              | Advanced Reactor Concepts                                 | États-Unis              | Design conceptuel |
| Aurora | 1,5                   | RNR                 | Oklo Inc.                                                 | États-Unis              | Demande de licence de construction et d'exploitation                                                                   |
| mPower | 195                   | REP                 | Babcock & Wilcox                                          | États-Unis              | Conception de base (Abandonné en mars 2017)                                                                            |
| Brest-300[réf. souhaitée] | 300                   | RNR-Pb              | Atomenergoprom                                            | Russie                  | En cours de construction depuis juin 2021                                                                              |
| BWRX-300 | 300                   | REB                 | GE Hitashi Nuclear Power                                  | États-Unis              | Licence obtenue, pré-travaux                                                                                           |
| BWXT, |                       | HTGR                | BWXT Advanced Technologies                                | États-Unis              | Projet Pele de réacteur pour bases militaires                                                                          |
| CAREM | 27–30                 | REP                 | CNEA & INVAP                                              | Argentine               | En construction |
| Calogena | 30 MWth               | REL piscine         | Calogena (Groupe Gorgé)                                   | France                  | Design conceptuel |
| EGP-6 | 11                    | RBMK                | IPPE & Teploelektroproekt Design                          | Russie                  | 4 réacteurs en fonctionnement à la centrale de Bilibino (seront remplacées en 2019 par la centrale Akademik Lomonosov) |
| « Chartreuse P » | 1000                  | Stellarator         | Renaissance Fusion                                        | France                  | Design conceptuel |
| ELENA | 0.068                 | REP                 | Institut Kourtchatov                                      | Russie                  | Design conceptuel |
| eVinci | 1 à 5                 | Réacteur à caloducs | Westinghouse Electric Company                             | États-Unis              | En phase de tests de caloducs et de méthodes de rechargement                                                           |
| Flexblue | 160                   | REP                 | Naval Group/TechnicAtome/CEA                              | France                  | Abandonné |
| FMR | 50                    | RNR-G               | General Atomics                                           | États-Unis              | Design conceptuel |
| Fuji MSR | 200                   | RSF                 | International Thorium Molten Salt Forum (ITMSF)           | Japon                   | Design conceptuel (?)                                                                                                  |
| GT-MHR (Gas turbine modular helium reactor) | 285                   | HTGR                | OKBM Afrikantov + partenaires américains, Framatome, Fuji | Tnternational           | Design conceptuel achevé                                                                                               |
| G4M | 25                    | RNR-Pb              | Gen4 Energy (ex-Hyperion)                                 | États-Unis              | Design conceptuel |
| IMSR400 | 2 x 195               | RSF                 | Terrestrial Energy, Inc.                                  | Canada                  | Conception détaillée                                                                                                   |
| IRIS (International Reactor Innovative and Secure) | 335                   | REP                 | Westinghouse+partenaires                                  | international           | Conception de base |
| KP-HFR | 140                   | PBMR                | Kairos Power                                              | États-Unis              | Construction d'un démonstrateur et accord de vente d'électricité à Google.                                             |
| KLT-40S / KLT-40C | 35                    | REP                 | OKBM Afrikantov                                           | Russie                  | Première mise en service : centrale nucléaire flottante Akademik Lomonosov en décembre 2019                            |
| LFR-TL-30 | 30                    | RNR-Pb              | Newcleo                                                   | Italie/France           | Conception de base |
| LFR-AS-200 | 200                   | RNR-Pb              | Newcleo                                                   | Italie/France           | Conception de base |
| MCRE/MCFR | 0,5                   | RSF                 | TerraPower/Southern Cy                                    | États-Unis              | En développement |
| MHR-100 | 25–87                 | HTGR                | OKBM Afrikantov                                           | Russie                  | Design conceptuel |
| MHR-T | 205.5x4               | HTGR                | OKBM Afrikantov                                           | Russie                  | Design conceptuel |
| MIGHTR | ?                     | RNR-G               | MIT                                                       | États-Unis              | Design conceptuel |
| MRX | 30–100                | REP                 | JAERI                                                     | Japon                   | Design conceptuel |
| Natrium | 345                   | RNR-Na              | TerraPower/GE Hitachi Nuclear Energy                      | États-Unis              | Design conceptuel |
| NuScale | 45–50                 | REP                 | NuScale Power                                             | États-Unis              | Approbation finale du design par NRC en 2020                                                                           |
| NUWARD | 2x170                 | REP                 | EDF, Naval Group, CEA, Framatome, Tractebel               | France                  | Design conceptuel |
| Otrera | 300 M Wth - 110 MWe   | RNR-Na              | Otrera                                                    | France                  | Design conceptuel |
| PBMR-400 (pebble bed modular reactor) | 165                   | PBMR                | Eskom                                                     | Afrique du Sud          | Conception détaillée - Abandonné en 2010                                                                               |
| PRISM (Power Reactor Innovative Small Module) | 311                   | RNR-Na              | GE Hitachi Nuclear Energy                                 | États-Unis              | Conception détaillée                                                                                                   |
| RDE (Reaktor Daya Eksperimental) | 10 MWth               | PBMR HTGR           | Batan                                                     | Indonésie               | Conception détaillée                                                                                                   |
| RITM-200 | 50                    | REP                 | OKBM Afrikantov                                           | Russie                  | En construction pour brise-glaces                                                                                      |
| Rolls-Royce SMR | 470                   | REP                 | Rolls-Royce                                               | Royaume-Uni             | Demande d'approbation du concept                                                                                       |
| RSS | 37,5x8                | RSF                 | Moltex Energy LLP                                         | Royaume-Uni             | Design conceptuel |
| HTR-PM | 200                   | HTGR                |                                                           | Chine                   | Mise en service depuis décembre 2021 à la centrale de Shidao Bay                                                       |
| SLIMM | 10 à 100              | RNR-Na              | ISNPS                                                     | États-Unis              | Design conceptuel |
| SMART (System-integrated Modular Advanced ReacTor) | 100                   | REP                 | KAERI                                                     | Corée du sud            | A obtenu sa licence |
| SMR-160 | 160                   | REP                 | Holtec International                                      | États-Unis              | Design conceptuel |
| SSTAR-LFR | 10 à 100              | RNR-Pb              | Laboratoire national Lawrence Livermore                   | États-Unis              | Design conceptuel |
| StarCore HTGR | 20 à 100              | HTGR                | StarCore                                                  | Canada                  | Pre-licensing vendor review process (2016)                                                                             |
| Start-TMX | 100                   | Réacteur hybride    | Transmutex                                                | Suisse/France           | Design conceptuel |
| Stellarium | 400                   | RSF                 | Stellaria                                                 | France                  | Design conceptuel |
| SVBR-100, | 100                   | RNR-Pb              | OKB Gidropress                                            | Russie                  | Conception détaillée                                                                                                   |
| TerraPower TWR | 10                    | TWR                 | TerraPower - Bellevue, WA                                 | États-Unis/Chine        | Design conceptuel |
| TerraPower MCFR, | ?                     | RSF                 | TerraPower - Bellevue, WA                                 | États-Unis              | Design conceptuel |
| ThorCon (en) | 500                   | RSF                 | Thorcon (Thorium Molten Salt reactor)                     | Indonésie et États Unis | Exploitation en 2028,.                                                                                                 |
| TMSR-LF1 | 2 MWth                | RSF                 | Shanghai Institute of Applied Physics                     | Chine                   | En fonctionnement (juin 2023)                                                                                          |
| Toshiba 4S (Ultra super safe, Small and Simple) | 10–50                 | RNR                 | Toshiba                                                   | Japon                   | Conception détaillée                                                                                                   |
| U-Battery | 4                     | PBR                 | U-Battery consortium                                      | Royaume-Uni             | Design conceptuel |
| UK SMR | 440                   | REP                 | UK SMR Consortium (Rolls-Royce)                           | Royaume-Uni             | Design conceptuel |
| VBER-300 | 325                   | REP                 | OKBM Afrikantov                                           | Russie                  | Au stade de la demande de licence                                                                                      |
| VK-300 | 250                   | REB                 | Atomstroyexport                                           | Russie                  | Conception détaillée                                                                                                   |
| VVER-300 | 300                   | REB                 | OKB Gidropress                                            | Russie                  | Design conceptuel |
| Xe-100 | 35                    | HTGR                | X-energy                                                  | États-Unis              | Design conceptuel en développement                                                                                     |
| XSMR | 40                    | RSF                 | Naarea/Assystem                                           | France                  | Design conceptuel |
| Quelques réacteurs ne sont pas inclus dans le rapport de l'AIEA, et ceux du même rapport ne sont pas tous dans la liste ci-dessus. Pour une liste mise à jour en 2024, voir The NEA Small Modular Reactor Dashboard: Second Edition |                       |                     |                                                           |                         | |

1. ↑  S'il est construit, le réacteur ELENA sera le plus petit réacteur nucléaire commercial jamais construit[79].
2. ↑  Complexe à plusieurs unités basé sur le concept de réacteur GT-MHR, conçu principalement pour la production d'hydrogène.

## Projets et sites proposés
En 2024, selon l’AIEA, l'Argentine (2019) et la Chine (2021) testaient des petits réacteurs modulaires (PMR) et la Russie en élaborait des projets ; L’Estonie, la Jordanie et la Pologne évoquent des PMR dans leurs projets énergétiques.

### Amérique du nord

#### États-Unis
En 2016, la Tennessee Valley Authority (TVA) fait une demande préliminaire d'autorisation de site (Early Site Permit Application, ESPA) à la Commission de réglementation nucléaire des États-Unis en mai 2016 pour un éventuel PRM sur son site de Clinch River. La demande porte sur 20 ans et concerne la sécurité du site, la protection de l'environnement et la préparation aux urgences associée. La TVA ne citant pas de choix technologie, l'ESPA vaudrait pour n'importe quel concept de PRM.
En janvier 2017, NuScale Power, à Portland (Oregon), demande à la Commission de réglementation nucléaire d'approuver le design d'un PRM de 50 MW conçu avec un consortium de fournisseurs d'électricité de l'Utah pour construire une centrale de 12 modules (720 MW) dans l'Idaho sur un site du département de l'Énergie (DoE, aussi partenaire du projet). Cette conception est approuvée par la NRC le 2 août 2020. Nuscale vise la mise en fonctionnement d'un premier module de 60 MW en 2030, pour un coût de 3 milliards $ (2,5 milliards €). Le 16 octobre 2020, le DoE approuve une subvention pluriannuelle, qui pourrait atteindre 1,4 milliard $, au groupement de régies municipales de l'Utah, pour aider au développement du projet et en réduire les risques. La construction débuterait en décembre 2025.
La jeune pousse canadienne Terrestrial Energy signe en avril 2018 un mémorandum d’entente avec l’opérateur Energy Northwest pour construire et exploiter son prototype de réacteur a sels fondus (IMSR), d’une puissance électrique de 190 MW. Construit en usine, il serait installé sur le site du Laboratoire national de l'Idaho (déjà retenu pour le prototype de NuScale).
En juin 2020, l’entreprise californienne Oklo Inc. demande une « licence combinée » (COL) pour la construction et l’exploitation d’un réacteur à neutrons rapides compact, baptisé Aurora, au Laboratoire national de l'Idaho. Ce réacteurs de 1,5 MW pour 4 MW thermiques doit fonctionner sans pompe, ni vanne, ni eau. Le combustible UZr y baigne dans du sodium ; des caloducs remplis de potassium traversant le cœur, faisant office d’échangeurs de chaleur. Le combustible métallique, constitué à 10 % zirconium et à 90 % d'uranium enrichi entre 5 et 20 % (High Assay Low Enriched Uranium, HALEU, fabriqué à l'origine pour le réacteur expérimental EBR-II), serait fourni par le laboratoire. Conçu pour les applications hors réseau, le déploiement de chaque module d'Aurora pourrait éviter l’émission d'un million de tonnes de CO2 en remplaçant certains générateurs Diesel.
La start-up Kairos Power, créée en 2016 par des chercheurs de l’université de Californie à Berkeley, développe un projet de réacteur à haute température refroidi par des sels fondus (Fluoride salt cooled High temperature Reactor, FHR) de 100 à 400 MWth. En décembre 2020, le projet reçoit du programme ARDP (Advanced Reactot Demonstration Program) du département de l'Énergie un budget de 303 millions $ sur sept ans pour construire à proximité du Laboratoire national d'Oak Ridge un réacteur expérimental, Hermes Reduced-Scale Test Reactor, afin de préparer le développement de son KP-FHR, réacteur à haute température de 140 MW utilisant des sels fondus (fluorures) comme caloporteur et un combustible solide à boulets (TRISO, tri-structural isotropic particle).
GE Hitachi Nuclear Energy (GEH) et la startup TerraPower de Bill Gates annoncent en septembre 2020 le projet « Natrium », qui intègrera un réacteur rapide refroidi au sodium de 345 MW avec un système de stockage d'énergie à sels fondus. Il combine les innovations du réacteur à onde progressive TWR de TerraPower et la technologie PRISM de GEH. L'usine de démonstration est conçue pour une livraison sous sept ans. Le stockage thermique, inspiré de celui des centrales solaires thermodynamiques, permettra de porter la puissance du système à 500 MW pendant plus de cinq heures si nécessaire. Plusieurs fournisseurs d'électricité ont exprimé leur soutien : PacifiCorp, Energy Northwest et Duke Energy.
Le 2 juin 2021, TerraPower, PacifiCorp (filiale de Berkshire Hathaway Energy) et le gouverneur du Wyoming annoncent la construction d’un démonstrateur du projet Natrium dans l’État du Wyoming, où plusieurs sites sont à l’étude. L’installation se fera sur le site de l’une des centrales à charbon mise à l’arrêt dans le cadre de la transition énergétique. PacifiCorp a annoncé en 2019 fermer les deux tiers de ses installations au charbon d’ici à 2030. L’installation comprend un petit réacteur rapide refroidi au sodium de 345 MWe et un système de stockage à sels fondus qui permettra d'atteindre une puissance de 500 MWe pendant 5 h 30 min afin de compenser les fluctuations des énergies renouvelables. Le DoE finance le projet à hauteur de deux milliards de dollars afin de soutenir l'ingénierie, la demande de licence, la construction et la démonstration de ce projet précurseur qui doit être mis en service à la fin de la décennie,.
En février 2023, TerraPower et Southern Company signent un accord pour le développement, la construction et l'exploitation du Molten Chloride Reactor Experiment (MCRE), le premier réacteur critique à sels fondus à spectre rapide au monde, au Laboratoire national de l'Idaho. Il ne produira pas d'électricité, mais fonctionnera à une puissance allant jusqu'à 500 kW. En octobre 2022, TerraPower et Southern Company mettent en service à Everett, dans l'État de Washington, l'Integrated Effects Test (IET), installation expérimentale d'essais d'un système à sels fondus (chlorures) en préparation du futur Molten Chloride Fast Reactor (MCFR) prévu pour 2030. L'équipe a reçu en 2015 une subvention de 45 millions de dollars du DoE.
En avril 2022, le département de la Défense des États-Unis (DoD) annonce sa décision de réaliser le projet « Pele » de microréacteur transportable à combustible TRISO sur le site du Laboratoire national de l'Idaho. Le prototype sera construit par BWXT Technologies (en) à Lynchburg (Virginie) et Euclid (Ohio) et sera livré en 2024 à l'INL. Ce réacteur à haute température refroidi au gaz fonctionnera à une puissance de 1 à 5 MWe et sera transportable dans des conteneurs standards. Il sera alimenté en combustible TRISO à uranium faiblement enrichi (HALEU), capable de résister à des chaleurs extrêmes et qui présente de très faibles risques pour l'environnement.
En août 2022, la start-up X-energy signe avec Dow Chemical une lettre d'intention pour installer des PRM avancés à haute température Xe-100 sur un site industriel de Dow Chemical dans la région du golfe du Mexique. Cette centrale à cogénération doit fournir à la fois de l'électricité et de la chaleur à partir de 2030. En juillet 2023, Dow Chemical annonce son intention d'installer quatre réacteurs Xe-100 (et non un) sur son site de Seadrift au Texas.
En mai 2023, l’entreprise sud-coréenne de sidérurgie Doosan Enerbility commence le forgeage du premier module de la centrale PRM du type Voygr-6. L’installation sera construite sur le terrain du Carbon Free Power Project (CFPP), à proximité d’Idaho Falls, et devrait être mise en service en 2029.
En juillet 2023, Sam Altman, le patron d'OpenAI, annonce son projet de coter en bourse à New York sa start-up Oklo, dédiée au nucléaire, créée en 2013 pour construire des micro-réacteurs modulaires d'une puissance unitaire de 1,5 MW afin de produire de l'électricité et de la chaleur pour des sites industriels, des centres de données ou des villes isolées. Oklo a signé un accord avec l'État de l'Ohio pour y construire deux réacteurs commerciaux et prépare la construction d'un premier réacteur, Aurora, dans le laboratoire national de l'Idaho avant 2027. Son introduction en Bourse est destinée à lui apporter 500 millions de dollars pour le développement d'Aurora. Mais la NRC lui a refusé en janvier 2022 son permis de construction à cause du manque d'information sur les risques d'accidents.
Fin 2023, le projet Carbon Free Power Project de NuScale dans l'Idaho est annulé, l'augmentation du prix de 58 $ à 89 $ annoncée en janvier 2023, malgré une subvention du DoE, ayant dissuadé le client, un groupement de municipalités ; la reconfiguration du projet, initialement prévu pour douze modules de 50 MWe, puis redimensionné à plusieurs reprises, pour finalement aboutir à six modules de 77 MWe chacun, a contraint NuScale à recommencer la procédure de certification par l’autorité de sûreté (NRC) alors que celui de 50 MWe a déjà été licencié début 2023. NuScale a dû licencier 150 personnes, soit près de 30 % de ses salariés. Par ailleurs, TerraPower a retardé de deux ans son projet de démonstration du réacteur Natrium, de 2028 à 2030, à cause des difficultés d’approvisionnement en combustible HALEU, dont la livraison, qui devait être assurée par la Russie, a été interdite du fait du contexte géopolitique.
Le 14 octobre 2024, Google annonce la signature d'un partenariat avec Kairos Power pour l'achat de l'électricité qui sera produite par des SMR, dont le premier devrait être mis en service d'ici à 2030, et monter en régime jusqu'en 2035. Il compte ainsi alimenter ses centres de données, dont la consommation d'électricité s'accroit rapidement pour accompagner le développement de l'intelligence artificielle (IA) générative.

#### Canada
Le 2 décembre 2021, Ontario Power Generation annonce son intention de construire sur le site de la centrale nucléaire de Darlington un petit réacteur modulaire BWRX-300 de GE Hitachi Nuclear Canada ; ce réacteur de 300 MW serait le premier nouveau réacteur du pays depuis près de trente ans. La mise en service est prévue en 2028 ; GE Hitachi, sise en Caroline du Nord, a été préférée au canadien Terrestrial Energy et à X-energy.

### Asie

#### Chine

##### Linglong-one ou ACP100
Le 14 juillet 2021, le chinois CNNC annonce le démarrage du chantier de son premier PRM sur le site de la centrale nucléaire de Changjiang, sur l'île tropicale de Hainan. Ce réacteur utilise la technologie « Linglong One », développée depuis plus de dix ans par CNNC. Également appelée « ACP100 », elle repose sur un concept de réacteur à eau pressurisée à buts multiples, qui est devenu en 2016 le premier type de PRM à passer une revue de sûreté de l'Agence internationale de l'énergie atomique.
Le Linglong-1 a une puissance de 125 MW et produira près de 1 TWh par an. C'est le premier PRM terrestre mis en construction au monde,.

##### HTR-PM
La première connexion au réseau du petit réacteur modulaire de Shidao Bay est réalisée en décembre 2021, dans le Shandong. Ce réacteur, dénommé HTR-PM, est l'un des premiers réacteurs nucléaires de quatrième génération à très haute température refroidi au gaz au monde.

##### Réacteur au thorium
Le 7 juin 2023, l'Institut de Shanghai de physique appliquée (SINAP) de l'Académie des sciences chinoise obtient de l'Administration nationale de la sûreté nucléaire (NNSA) une licence d'exploitation pour son réacteur expérimental à sel fondu au thorium, TMSR-LF1, dont la construction a commencé en septembre 2018 à Wuwei (Gansu) et s'est achevée en août 2021. Ce réacteur a une puissance thermique de 2 MW et utilise un sel fondu à base de fluorure d'uranium enrichi en uranium 235 à moins de 20 % ainsi que 50 kg de thorium. Si ce petit réacteur expérimental donne satisfaction, la Chine envisage de construire un réacteur d'une puissance thermique de 373 MW vers 2030.

### Europe

#### Estonie
L’entreprise estonienne Fermi Energia étudie la construction d’un PRM en Estonie. Pour cela, elle a signé en janvier 2020 des déclarations d'intention avec le finlandais Fortum et le belge Tractebel Engineering, puis mi-mars, avec le suédois Vattenfall. Ce projet permettrait de mettre fin aux importations d’électricité depuis la Russie et de réduire les émissions de CO2 produites par la centrale de Narva (2 380 MWe), qui brûle des schistes bitumineux,.

#### Finlande
Les villes d’Helsinki, d’Espoo et de Kirkkonummi ont lancé des études pour déterminer la possibilité de remplacer le chauffage urbain assuré aujourd’hui par du gaz et du charbon par des petits réacteurs modulaires (PRM) ; plus de la moitié des émissions de gaz à effet de serre d’Helsinki provient du chauffage urbain. Plus de 100 candidats aux élections municipales ont signé une déclaration appelant les villes finlandaises à explorer l’utilisation des petits réacteurs nucléaires pour le chauffage urbain, dont de nombreux candidats Verts[source insuffisante].
En février 2020, le VTT Technical Research Centre of Finland Ltd. annonce le lancement d'un projet de développement d’un petit réacteur modulaire pour la production de chaleur à distance, alimentant un réseau de chaleur urbain.
L’entreprise publique finlandaise Fortum, détenue à 51 % par l’État, lance le 17 octobre 2022 une étude de faisabilité de deux ans pour examiner les conditions commerciales, technologiques ainsi que sociétales, politiques, juridiques et réglementaires d’une intensification du nucléaire en Finlande et en Suède, en particulier par des petits réacteurs modulaires. L’université de technologie de Lappeenranta et le centre de recherche technique ont pour projet de construire une centrale d’une puissance de 20 à 50 MW.
L'énergéticien finlandais Fortum annonce, le 21 mars 2023, discuter avec le groupe britannique Rolls-Royce pour « explorer conjointement les possibilités pour déployer de petits réacteurs modulaires en Suède et en Finlande ». Rolls-Royce cherche à construire son premier PRM d'une puissance de 470 MW et d'une durée de vie de 60 ans).

#### France
À partir de 1973, de petits réacteurs nucléaires modulaires, dont la conception repose sur les modèles de réacteurs de sous-marins tel que le K48, sont conçus pour l’exportation dans l’espoir d’un marché fleurissant en raison du premier choc pétrolier. Un projet français de petits modèles de réacteurs à eau pressurisée prend le nom de chaufferie avancée de série (CAS) :
- le CAS 2G est un réacteur à eau pressurisée (REP) de 250 MWth pour les applications navales. Proposé à plusieurs reprises (brise-glace pour garde-côtes canadiens, porte-hélicoptères, corvette nucléaire…), il n'aura finalement pas de débouchés[139] ;
- le CAS 3G est un REP de 420 MWth terrestre adapté à la production d'électricité et/ou de chaleur fabriqué par la société Alsthom-Atlantique sous licence CEA[139]. Il n'aura pas d'application concrète ;
- le réacteur Thermos de 100 MWth qui alimenterait un réseau de chaleur en eau à 120 °C. Envisagé pour chauffer le centre du CEA Saclay, l’École polytechnique et les communes environnantes, le projet est abandonné en 1977 puis renait à Grenoble avant d'être abandonné par la ville en 1981 pour des raisons techniques et financières[140].

##### Concept «Flexblue»
En 2011, l'entreprise de construction navale DCNS a annoncé travailler depuis 2008 sur un projet d'industrialisation d'un petit réacteur nucléaire sous-marin (50 et 250 MW, pouvant alimenter de 100 000 à un million d'habitants) dit « Flexblue », avec Areva, EDF et le CEA, pour un nucléaire de « proximité » sous-marin, opérationnel dès 2017. Il s'agirait d'un équivalent réacteur de sous-marin nucléaire : cylindre d’une centaine de mètres de long et de 15 mètres de diamètre, pesant environ 12 000 tonnes qui pourraient être immergé entre 60 et 100 m, directement refroidis par l'eau. L'entreprise a annoncé une mise en service pour 2017. Des questions de sûreté, de sécurité et d'acceptabilité (concernant notamment les effets de la chaleur dégagée sur les écosystèmes, les risques de fuite, d'attaque, de tsunami, etc.) pour des réacteurs présentés comme conçus « sur les mêmes bases qu’un réacteur de troisième génération (type EPR) [...] protégé par une triple barrière (gaine du combustible, circuit primaire, coque). » DCNS proposait une filet de maille contre les attaques de torpilles. DCNS estimait qu'un marché de 200 unités en 20 ans était possible. Finalement le projet a été abandonné.

##### Projet «NUWARD SMR»
Sur la base de concepts en réflexion préliminaire et étude depuis les années 2005/2010 chez TechnicAtome, les études d'ingénierie préliminaires ont été lancées en 2018 d'un projet de 150 à 170 mégawatts électriques, développé par EDF, TechnicAtome, Naval Group et le CEA. Ce petit réacteur modulaire dénommé « NUWARD », projet porté par un consortium réunissant EDF, le CEA, TechnicAtome et Naval Group, a été présenté le 17 septembre 2019 à la conférence générale annuelle de l’AIEA. La technologie/filière de base est celle (classique et éprouvée) des réacteurs REP, très compacts et modulaires.
Le produit proposé à l'exportation est une petite centrale de 340 MWe composée de 2 réacteurs identiques de 170 MW. EDF et ses partenaires comptent soumettre en 2022 un premier dossier d'option de sûreté à l'Autorité de sûreté nucléaire et finaliser en 2026 l'ensemble du design et les spécificités techniques de cette nouvelle centrale, en vue d'une entrée sur le marché entre 2035 et 2040. Le projet vise avant tout le marché à l'export, mais EDF discute avec les pouvoirs publics pour installer au préalable un démonstrateur en France.
En mai 2022, Tractebel annonce rejoindre le consortium afin de participer notamment aux travaux d'ingénierie sur l'îlot conventionnel. Le 31 mars 2023, EDF annonce la finalisation de « l'avant-projet sommaire » de son réacteur NUWARD SMR et son intention de déposer en juillet 2023 son dossier d'option de sûreté à l'Autorité de sûreté nucléaire. EDF s'engage désormais dans « l'avant-projet détaillé » du projet, étape qui doit aboutir avant 2027 au dépôt d'une demande d'autorisation de création du réacteur. EDF crée une filiale spécialisée dans le projet, nommée NUWARD. Le coût de développement sera de l'ordre du milliard d'euros. EDF espère lancer un premier chantier de démonstrateur en 2030, en France.
En juillet 2024, EDF « décide de faire évoluer la conception de son SMR », car certaines des briques technologiques envisagées ne sont pas assez éprouvées ; EDF souhaite utiliser davantage de solutions sur étagères, voire nouer des partenariats, pour être en mesure de tenir les délais et les budgets. En particulier, l'utilisation de générateurs de vapeur à plaques pour miniaturiser les équipements pose problème, car ces composants n'existent pas à ce jour sur le marché et présentent de nombreux défis de conception.

##### Projet «Naarea»
La start-up française Naarea, soutenue financièrement par l’entrepreneur Pâris Mouratoglou (fondateur d’EDF Energies nouvelles et Eren Groupe) et épaulée par l’ingénieriste Assystem, développe un concept de réacteur à sels fondus qui utiliserait les combustibles nucléaires usés des centrales nucléaires du parc EDF. Elle vise le marché des groupes électrogènes, avec une gamme de micro-réacteurs, rebaptisés XSMR, d’une puissance de 1 à 40 MW, installés au plus près des besoins des industriels ou des collectivités locales. Leur autonomie pourrait atteindre dix ans. Une fois le combustible épuisé, Naarea remplacera le réacteur par un autre, comme une pile. Les sels fondus seront eux aussi recyclés ; les réacteurs de Naarea seront aussi chargés de thorium, un sous-produit de l’exploitation des terres rares déjà disponible massivement.
Naarea dévoile fin 2021 un projet de microréacteur de quatrième génération à sels fondus de 1 à 40 MWe pour alimenter en électricité décarbonée l’industrie et les villes, au plus près des besoins. Ces réacteurs pourront valoriser les combustibles usés qui s’accumulent dans les piscines d’Orano, évitant qu’ils ne deviennent des déchets. En décembre 2021, Naarea signe un accord de coopération avec Assystem, groupe international indépendant d’ingénierie, pour la construction d’un micro-générateur nucléaire ultra-compact, le XSMR. Assystem assurera les prestations de gestion de projet et d’accompagnement à l’obtention des permis, d’intégration et d’ingénierie.
En octobre 2022, Jean-Luc Alexandre, cofondateur de Naarea avec Ivan Gavriloff, indique avoir déjà levé quelques dizaines de millions d'euros et viser un horizon 2030 pour la commercialisation de son réacteur.
En décembre 2022, Naarea précise son projet : la puissance de son réacteur sera de 40 MWe, le marché visé est l’alimentation de sites industriels ou de communautés isolées, le cœur du réacteur devrait être fabriqué en impression 3D, il utilisera des matériaux innovants comme du carbure de silicium avec du graphène, un jumeau numérique devrait être achevé à l'été 2023, un prototype d'ici quatre ans et un premier de série un ou deux ans plus tard.
Le 9 juin 2023, Naarea est lauréate de l'appel à projets « réacteurs nucléaires innovants », lancé par le programme France 2030 ; elle recevra 10 millions € pour accélérer le développement de son réacteur.
Le 16 janvier 2024, Naarea annonce un partenariat avec Newcleo afin d'accélérer leurs projets respectifs. Ce partenariat porte notamment sur le combustible, les infrastructures expérimentales et la préparation des procédures d'autorisations.

##### Projet «Jimmy Energy»
En février 2022, la startup Jimmy Energy effectue une levée de fonds de 2,2 millions € pour développer un microréacteur nucléaire thermique de technologie HTR dénommé Jimmy, et destiné aux entreprises des secteurs de la chimie, de l'agroalimentaire ou de la papeterie.
En octobre 2022, Jimmy Energy réalise une levée de fonds de 15 millions €. La commercialisation est prévue en 2026. Jimmy Energy indique être arrivé à la fin d'une première phase d'instruction par l'autorité de sûreté nucléaire et s'est porté candidat à l'appel à projets « Réacteurs nucléaires innovants » lancé dans le cadre du programme France 2030.
En novembre 2022, Jimmy Energy précise que la puissance de son réacteur sera de 10 MWth ; le cœur, dont la température maximale est de 600°C, chauffe de l'hélium qui transporte la chaleur jusqu'à un circuit intermédiaire de CO2 pressurisé qui fait le lien avec l'usine. L'avant-projet sommaire est validé et l'avant-projet détaillé est lancé ; la demande d'autorisation de création sera déposée en 2023.
En avril 2023, Jimmy Energy annonce avoir signé un premier contrat avec un industriel, auquel elle fournira 10 % des besoins en chaleur. Le démarrage est prévu en 2026. La vapeur est produite dans un échangeur situé dans l'usine du client.
En novembre 2023, une subvention de 32 millions d'euros est attribuée à Jimmy Energy dans le cadre de l'appel à projets « Réacteurs nucléaires innovants » du programme France 2030. Le versement de cette subvention va s'échelonner en fonction des besoins en trésorerie de l'entreprise pour payer ses fournisseurs.
En février 2024, Jimmy Energy annonce le choix de la ville du Creusot (Saône-et-Loire) pour l'implantation de sa future usine de construction et d'assemblage de générateurs thermiques nucléaires de 20 MWth. L'entreprise prévoit de créer 300 emplois d'ici 2028. Le chantier sera lancé dès 2024 et un premier bâtiment de 14 000 m2 sera construit en 2025 pour gérer le stockage et l'assemblage des pièces non nucléaires, puis en 2026 un second bâtiment, de 3 000 m2, consacré à l'assemblage des mini-cuves qui composent le réacteur, et en 2028 une usine de production de combustible (particule triso) d'une superficie de 10 000 m2.
Le 29 avril 2024, Jimmy Energy annonce avoir déposé une demande d'autorisation de création pour son mini-réacteur.

##### Projet Newcleo
Newcleo, fondée en 2021 par le physicien italien Stefano Buono, a levé 118 millions euro en deux mois pour développer un prototype de réacteur rapide à plomb liquide en collaboration avec l’ENEA, l’agence italienne pour les nouvelles technologies, l’énergie et le développement économique durable. En juin 2022, soutenue par la famille Agnelli via sa société d’investissement Exor et des investisseurs italiens, Newcleo a annoncé une levée de fonds de 300 millions euro pour son réacteur de quatrième génération, conçu pour fermer le cycle du combustible en recyclant le combustible usé des réacteurs existants.
Newcleo développe deux modèles de réacteurs refroidis au plomb liquide : le LFR-TL-30 (30 MWe) pour des applications industrielles ou la propulsion navale, et le LFR-AS-200 (200 MWe), capable de brûler des actinides mineurs avec du combustible MOX. L’entreprise vise à construire un démonstrateur d’ici 2030 à Brasimone, en Italie, pour commercialiser le réacteur de 30 MWe au début des années 2030, suivi du réacteur de 200 MWe quelques années plus tard. En mars 2023, Newcleo a lancé une levée de fonds de 1 milliard euro. En juin 2023, elle a reçu 15 millions euro dans le cadre du programme France 2030 pour accélérer le développement de ses réacteurs.
En 2024, Newcleo a progressé sur les plans réglementaire et industriel. En juillet, elle a finalisé la phase préparatoire de l’autorisation avec les autorités françaises de sûreté nucléaire (ASN et IRSN). En septembre, elle a signé un partenariat avec Saipem pour explorer des applications offshore et a rejoint l’Alliance industrielle européenne sur les petits réacteurs modulaires (SMR), son réacteur LFR étant sélectionné pour un soutien en octobre,. En novembre, Newcleo a soumis une demande d’évaluation générique de conception (GDA) pour son réacteur LFR de 200 MWe au Royaume-Uni et a présenté des options de sûreté à l’ASN et à l’IRSN,. En décembre, elle a soumis son dossier d’options de sûreté (DOS) pour une installation d’essai d’assemblages de combustible MOX en France, avançant vers une autorisation d’installation nucléaire de base (INB).
En janvier 2025, Newcleo a signé des accords avec les entreprises slovaques JAVYS et VUJE pour développer une centrale nucléaire avec jusqu’à quatre réacteurs LFR-AS-200 de 200 MWe à Bohunice, intégrant le recyclage du combustible usé. En février 2025, Newcleo a entamé l’acquisition de terrains pour son démonstrateur LFR-AS-30 de 30 MWe à Savigny-en-Véron et Beaumont-en-Véron près de Chinon, en France, visant une mise en service d’ici 2031. Ce projet, aligné sur le programme pluriannuel de l’énergie (PPE), inclut des discussions avec les parties prenantes, un débat public organisé par la Commission nationale du débat public (CNDP), et prend en compte la création d’emplois, les impacts environnementaux et la sûreté, avec des subventions potentielles de l’Italie,.

##### Projet Transmutex
Transmutex, fondée à Genève en 2019 par Franklin Servan-Schreiber, Federico Carminati et Jean-Pierre Revol, développe un projet de réacteur hybride dont la technologie est connue sous le nom d’ADS pour « Accelerator Driven System ». Ce réacteur de 100 MW, dénommé « Start » pour « Subcritical Transmuting Accelerated Reactor Technology », se compose de deux parties majeures : le réacteur sous-critique et le cyclotron, un accélérateur de particules circulaire. La partie réacteur utilise un caloporteur plomb qui peut fonctionner avec un cycle uranium ou thorium. Elle intègre en son cœur une cible de spallation contenant du plomb bismuth. Le réacteur est sous-critique, c’est-à-dire qu’il n’y a pas de réaction en chaîne autoentretenue ; la fission s’arrête dès que l’apport de neutrons cesse, ce qui est un élément de sûreté intrinsèque. Cet apport est assuré par l’accélérateur de particules qui, en bombardant de protons la cible de spallation, provoque l’émission de neutrons en quantité suffisante. Le cyclotron de 800 MeV est inspiré de celui de l’Institut Paul Scherrer en Suisse. Les déchets produits par un réacteur au thorium possèdent une durée de vie beaucoup plus courte que ceux des réacteurs à uranium, de plusieurs centaines d’années, au lieu de plusieurs milliers d’années, et leur volume est considérablement réduit ; le cycle du thorium présente aussi l’avantage de prévenir la prolifération nucléaire. Ce type de réacteur pourrait de plus permettre de transmuter les actinides mineurs pour une dépense d'énergie 20 fois moindre que dans un réacteur à neutrons rapides. L'horizon visé pour la construction d'une tête de série est le début des années 2030,.

##### Projet «Renaissance Fusion»
La start-up grenobloise Renaissance Fusion compte développer un réacteur à fusion nucléaire en une dizaine d'années. Créée le 20 juillet 2020 par Francesco Volpe et Martin Kupp, elle compte construire un réacteur de 1 000 MWe dénommé « Chartreuse P » pour un coût total de 2 à 3 milliards € et un coût du MWh situé entre 40 et 80 €. Le concept utilise la technique du stellarator avec trois innovations : les parois solides du réacteur seront protégées des neutrons par du lithium liquide à 700 °C circulant sur les parois grâce au champ magnétique ; des aimants supraconducteurs à haute température permettront de doubler le champ magnétique et de réduire la taille du réacteur d'un facteur 5 ; les aimants supraconducteurs s'enrouleront directement sur un cylindre. Une première étape de deux ans et demi consistera à démontrer la faisabilité de ces innovations, une deuxième étape de trois ans cherchera à combiner ces briques et à agrandir la taille du dispositif, et une troisième étape aboutira à la construction du réacteur tête de série. En 2 janvier 2023, Renaissance Fusion réalise une levée de fonds de quinze millions d'euros.

##### Projet «Hexana»
En mars 2023, le Commissariat à l'énergie atomique et aux énergies alternatives (CEA) essaime deux start-up issues du concours interne organisé pour inciter ses salariés à innover : Stellaria et Hexana, qui se consacrent à la conception de réacteurs nucléaires innovants déployables à l'horizon 2030-2040. Hexana travaille sur la conception d'une paire de deux réacteurs à neutrons rapides refroidis au sodium de 300 MWe, à partir de l'expérience acquise par les projets Rapsodie, Phénix, Superphénix et Astrid. Hexana compte coupler ces réacteurs avec un système de stockage thermique permettant d'imaginer de nombreuses applications qui s'ajouteraient à la production flexible d'électricité : production de chaleur pour l'industrie, production d'hydrogène ou d'eau potable.

##### Projet «Stellaria»
Créée en mai 2023, la start-up Stellaria, issue elle aussi du CEA, conçoit un réacteur nucléaire de quatrième génération fonctionnant aux sels fondus capable d'utiliser une très grande variété de combustibles dont les déchets actuels des centrales nucléaires. Une fois chargé, un Stellarium peut fonctionner pendant 20 ans en toute autonomie, de façon stable et passive, même dans les conditions les plus extrêmes. En plus de sa compacité, le Stellarium possède 4 barrières de confinement, faisant de lui un réacteur sûr qui pourrait être localisé à proximité, voire sur des sites industriels.
Soutenue par les fonds deeptech Exergon et Supernovainvest, Stellaria a lancé en 2023 son alliance industrielle avec Schneider-Electric et Technip Energies, deux leaders dans leurs domaines respectifs à savoir la transformation digitale de la gestion de l’énergie pour l'un et l'ingénierie et la construction d'usines modulaires pour l'autre. Avec ses partenaires, Stellaria a pour ambition de mettre en service son premier réacteur en 2033, et des réacteurs en série dès 2035.
Le 4 octobre 2023, Stellaria annonce avoir finalisé son Avant-projet sommaire en seulement 8 mois, et prévoit la réalisation de son expérience critique pour 2029.
En juillet 2025, Stellaria annonce la réussite de sa levée de fonds d’un montant total de 23 millions d’euros pour développer son premier réacteur nucléaire à sels fondus à neutrons rapides d’ici 2035. Cette levée de fonds intervient deux ans après une première, réussie en 2023. Ce tour de table a été mené par le fonds américain à impact At One Ventures et Supernova Invest en tant qu’investisseurs principaux et par les investisseurs historiques de Stellaria : CEA Investissement, Schneider-Electric, Exergon et Technip Energies.

##### Projet «Sparta»
Le projet Sparta, porté par la start-up Neext Engineering de Belfort, utilise la technologie de réacteur à neutrons rapides refroidi au plomb (LFR pour « lead fast reactor »). Son dossier a été déposé à l'appel à projets « Réacteurs nucléaires innovants » de France 2030.

##### Projet Calogena
Calogena, porté par le groupe industriel familial Groupe Gorgé en association avec plusieurs experts de la filières, développe un petit réacteur modulaire de type piscine à destination du chauffage urbain. L'entreprise a été lauréate de l'appel d'offre "Réacteurs nucléaires innovants" dans le cadre du programme de l'Etat français France 2030 porté par la BPI.
L'entreprise développe une chaudière nucléaire de petite taille à eau fonctionnant à basse pression (5 bars maximum) et basse température pour produire de la chaleur entre 80 et 110 degrés. L’utilisation directe de la chaleur et le nombre très limité des systèmes auxiliaires rendent le concept intrinsèquement simple à l'image des réacteurs de recherche du même type.
Il s'agit d'un réacteur à eau d’une puissance de 30 MW thermiques avec design très compact (le cœur mesure moins d’un mètre cube). Un module pourra alimenter 12 000 foyers en chaleur.
Le 1er novembre 2024, le groupe familial Gorgé dépose son dossier d'option de sûreté pour Calogena à l'Autorité de sûreté nucléaire. Il espère pouvoir commercialise son réacteur d'ici à 2030, en participant aux appels d'offres en préparation en Finlande pour décarboner les réseaux de chaleur d'Helsinki, Kuopio et Kerava ; en France, il étudie des projets à Cadarache et au Tricastin.
Le 17 mars 2025, le Conseil de politique nucléaire décide de donner accès au site nucléaire de Cadarache à Calogena, qui compte y installer un premier mini-réacteur de série pour chauffer ce site du Commissariat à l'énergie atomique.

#### Pays-Bas
Thorizon, start-up néerlandaise issue du Nuclear Research and Consultancy Group (NRG), l'organisation qui exploite le réacteur à haut flux de Petten, lève 12,5 millions d'euros auprès d'investisseurs privés et publics en août 2022 pour développer un réacteur à sels fondus au thorium, qu'elle espère mettre en service avant 2035, avec l'aide d'Orano et de NRG, sur le site de la centrale nucléaire de Borssele.

#### Roumanie
En novembre 2021, Nuscale et l'opérateur des centrales nucléaires roumaines Nuclearelectrica annoncent leur projet de construire une centrale de six réacteurs PRM Nuscale. Le 24 mai 2022 est signé le mémorandum d'entente entre Nuscale, Nuclearelectrica et E-INFRA, le propriétaire du site choisi : Doicești, où la centrale à charbon sera remplacée par les PRM. L'accord couvre les études d’ingénierie, les analyses techniques et les formalités administratives.

#### Royaume-Uni
En 2016, le Sunday Telegraph annonce l'étude de plusieurs sites pour l'accueil de PRM dans le Pays de Galles, dont ceux de l'ancienne centrale nucléaire de Trawsfynydd et d'anciennes centrales nucléaires ou à charbon du Nord de l'Angleterre. Les sites nucléaires existants sont considérés comme des possibilités, dont Bradwell, Hartlepool, Heysham, Oldbury, Sizewell, Sellafield et Wylfa.
En août 2018, une commission d'experts missionnée par le gouvernement préconise un effort semblable à celui consenti pour l'éolien offshore dans les années 2010.
En avril 2022, Rolls-Royce SMR annonce lancer une demande d'approbation du concept de son PRM de 470 MWe, qui devrait s'achever en 2024 et être mis en service en 2029. Dix réacteurs sont envisagés pour 2035.
Le 18 juillet 2023, un appel d'offres ministériel vise une nouvelle génération de PRM, dans le cadre d'une relance du nucléaire, après l'annonce en avril 2022 d'un objectif de 24 GW de capacité nucléaire supplémentaire pour passer de 15 % du mix en 2022 à 25 % en 2050. L'appel à projets est mené par une nouvelle entité, Great British Nuclear (GBN).

#### Russie
La centrale nucléaire de Bilibino, centrale nucléaire la plus septentrionale du monde, au nord du cercle polaire arctique, comptait quatre petits réacteurs mixtes et produisait à la fois de l'énergie thermique et électrique. Elle a été remplacée par la centrale nucléaire flottante Akademik Lomonosov (deux réacteurs PWR de 35 MW chacun). En mai 2020, Rosatom annonce la mise en service complète de la centrale, qui a déjà produit plus de 47 GWh depuis son démarrage en décembre 2019.

#### Suède
Le 21 mars 2023, l'énergéticien finlandais Fortum annonce « explorer conjointement [avec le groupe britannique Rolls-Royce] la possibilité de déployer de petits réacteurs modulaires en Suède et en Finlande ». Un premier PRM de 470 MW et d'une durée de vie de 60 ans serait envisagé. Mi-2024, Vattenfall a présélectionné le site nucléaire de Ringhals, sur la péninsule de Värö (S-O du pays) et deux entreprises (anglaise et américaine : Rolls-Royce SMR, GE Hitachi Nuclear Energy), pour un projet de trois à cinq PRM.

#### Turquie
En mars 2020, l’énergéticien public turc EUAS a signé avec Rolls-Royce Holdings plc une déclaration d’intention portant sur la réalisation d'une étude de petits réacteurs modulaires en Turquie. Rolls-Royce dirige un consortium d’entreprises britanniques consacré à la construction au Royaume-Uni du UK SMR, réacteur d'une puissance comprise entre 220 et 440 MW dont le coût de production de l’électricité est annoncé à 60 livres sterling par mégawatt-heure (environ 8 c€/kWh).

#### Ukraine
Mi 2019, un consortium a été annoncé, qui regroupe Energoatom (Ukraine), le centre national de la science et de la technologie (SSTC) de l'Ukraine, et Holtec international (société enregistrée dans le paradis fiscal du Delaware aux Etats-Unis) pour développer un SMR-160 en Ukraine.

### Vidéographie
- [vidéo] Institut de radioprotection et de sûreté nucléaire, « C’est quoi un SMR ? », sur YouTube, 12 juin 2024.